# Continental Tiara
Continental Tiara ist eine Baureihe von luftgekühlten Flugzeugboxermotoren, die von dem US-amerikanischen Hersteller Teledyne Continental Motors entwickelt und gebaut wurde. Die Baureihe war kein kommerzieller Erfolg und das Unternehmen machte Verluste von mehreren Millionen US-Dollar.

## Konstruktion und Entwicklung
Continental begann 1965 mit der Entwicklung der Tiara-Baureihe. Zu dieser Zeit hatte Continentals Tochterunternehmen Teledyne CAE, das Turbinentriebwerke entwickelte, gerade die T65, eine kleine Wellenturbine, die Bell für seinen neues Modell 206 in Betracht zog, entwickelt. Um den Preis der T65 annehmbar zu machen, hätte Continental die Kosten für die Produktionswerkzeuge finanzieren müssen. Das Management musste sich daher zwischen der T65 und der Tiara-Baureihe entscheiden. Die Wahl fiel auf die Tiara-Baureihe.
Obwohl die Tiara-Motoren im Prinzip herkömmliche Boxermotoren sind, wiesen sie einige Besonderheiten auf. Die Motoren arbeiteten mit hohen Drehzahlen. Daher wurden Getriebe mit einer Untersetzung von 0,5:1 verwendet, um die Propellerdrehzahl zu reduzieren, wobei die verlängerte Nockenwelle  den Propeller trug. Die Propellerwelle war mit einem Hydra-Torque-Antrieb ausgerüstet, der Vibrationen der Welle reduzierte. Alle Motoren waren Einspritzer mit optionalen Turboladern.
Der Treibstoffverbrauch der Motoren war hoch und stellte während der Ölkrise einen Wettbewerbsnachteil dar. Außerdem war die Leistung der Tiara-Motoren nicht signifikant höher als die der bereits am Markt existierenden Triebwerke, so dass es für die Flugzeughersteller schwierig wurde, die Kosten für die Zulassung ihrer Maschinen für die Tiara-Motoren zu rechtfertigen. All diese Probleme führten dazu, dass Continental die Produktion der Motoren im Jahr 1980 schließlich einstellte.

## Varianten

### Vierzylinder
Tiara 4-180 (O-270)
180 PS (132 kW), Hubraum 4,4 Liter

### Sechszylinder
Tiara 6-260 (O-405)
260 PS (191 kW), Hubraum 6,6 Liter
Tiara 6-260A
Tiara 6-285 (O-405)
285 PS (210 kW), Hubraum 6,6 Liter
Tiara 6-285A
Tiara 6-320 (O-405)
300 PS (221 kW), Hubraum 6,6 Liter
Tiara T6-260 (O-405)
260 PS (191 kW), Hubraum 6,6 Liter, turboaufgeladen
Tiara T6-285 (O-405)
285 PS (210 kW), Hubraum 6,6 Liter, turboaufgeladen
Tiara T6-320 (O-405)
300 PS (221 kW), Hubraum 6,6 Liter, turboaufgeladen

### Achtzylinder
Tiara 8-380 (O-540)
380 PS (279 kW), Hubraum 8,8 Liter
Tiara T8-450 (O-540)
450 PS (331 kW), Hubraum 8,8 Liter, turboaufgeladen

## Einsatz

### Tiara 6
- Cerva CE.44 Couguar
- Piper PA-36-285 Pawnee Brave
- Robin HR100/285TR Tiara
- Spencer S-12-EAir Car (Prototyp)
- Transavia PL-12 T-320 Airtruk
- Trident TR-1 Trigull (Prototypen)